# Topole, Rogaška Slatina
Topole so naselje v Občini Rogaška Slatina.